# Littlebury
Littlebury är en by och en civil parish i Uttlesford i Storbritannien. Den ligger i grevskapet Essex och riksdelen England, i den sydöstra delen av landet, 60 km norr om huvudstaden London. Orten har 802 invånare (2001).  Byn nämndes i Domedagsboken (Domesday Book) år 1086, och kallades då Litelbyria.